# Новосергиевка (Ленинградская область)
Новосе́ргиевка — деревня Заневского городского поселения Всеволожского района Ленинградской области.

## История
Деревня Новая упоминается на «карте окружности Санкт-Петербурга» 1810 года.
На карте Ф. Ф. Шуберта 1834 года, также обозначена деревня Новая (в отличие от Старой — ныне деревни Колтушского сельского поселения), близ устья Хумалаева ручья.
На этнографической карте Санкт-Петербургской губернии П. И. Кёппена 1849 года она упомянута как деревня «Uuskylä» (Новая Деревня), расположенная в ареале расселения савакотов. 

НОВАЯ — деревня мызы Окервиль, статской советницы Уткиной, по просёлочной дороге, 37 дворов, 145 душ м. п. (вместе с деревнями Малиновкою и Яблонкою). (1856 год)

На карте 1860 года, северо-западнее Новой на берегу реки Порховки, появилась деревня Сергиевка (6 дворов), тогда она была меньше Новой (10 дворов), но через два года ситуация меняется:

СЕРГЕЕВКА — деревня владельческая при оз. Островке, число дворов — 7, число жителей: 20 м. п., 23 ж. п.;

НОВАЯ — деревня владельческая при оз. Островке, число дворов — 4, число жителей: 12 м. п., 6 ж. п.;(1862 год)

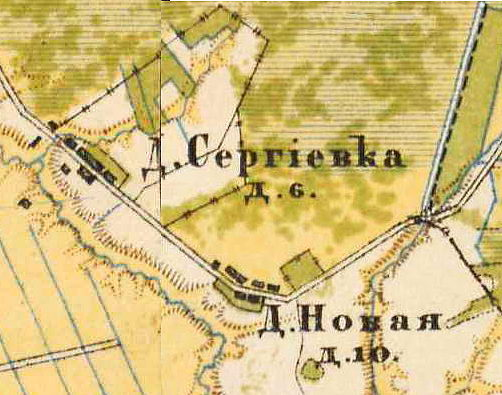
План деревни Новосергиевка. 1885 год

В 1885 году деревня Новая насчитывала 10 дворов, а деревня Сергиевка — 6 дворов.
В 1893 году, согласно карте Шлиссельбургского уезда, деревня Новая насчитывала 14 крестьянских дворов, а деревня Сергиевка — 9.

СЕРГИЕВКА — деревня, на земле Оккервильского сельского общества, при просёлочной дороге при р. Оккервиль 12 дворов, 35 м. п., 29 ж. п., всего 64 чел. (1896 год)

В конце XIX века деревня административно относилась к Полюстровской волости 2-го стана Санкт-Петербургского уезда Санкт-Петербургской губернии, в начале XX века — 1-го стана.
В 1909 году в деревне Новая было 14 дворов, а в деревне Сергиевка — 9 дворов.

НОВАЯ — деревня Оккервильского сельского общества Полюстровской волости, число домохозяев — 13, наличных душ: 33 м. п., 37 ж. п.; количество надельной земли — 91 дес.

СЕРГЕЕВКА — деревня Оккервильского сельского общества Полюстровской волости, число домохозяев — 9, наличных душ: 24 м. п., 26 ж. п.; количество надельной земли — 45 дес. (1905 год)

В 1914 году в деревне Новая работала земская школа (Ново-деревенское училище), учителем в которой была Екатерина Михайловна Иванова.
В 1916 году это были ещё две отдельные деревни.
В начале 1920-х годов, деревни Новая и Сергиевка были объединены в Новосергиевку.

НОВО-СЕРГИЕВКА — деревня Ново-Сергиевского сельсовета, Ленинской волости, 34 хозяйства, 161 душа.
 
Из них: русских — 33 хозяйства, 156 душ; эстов — 1 хозяйство, 5 душ; (1926 год)

Кроме того в 1920-х—1930-е годы на железнодорожной линии Заневский Пост — Горы (на месте нынешней платформы 7-й км) находился поселок Новый. 

НОВЫЙ — посёлок Ново-Сергиевского сельсовета, 6 хозяйств, 19 душ.
 
Из них: русских — 1 хозяйство, 5 душ; финнов-ингерманландцев — 1 хозяйство, 2 души; эстов — 4 хозяйства, 12 душ; (1926 год)

Деревня Ново-Сергиевка являлась центром Ново-Сергиевского сельсовета, по данным переписи населения 1926 года в него входили: коммуна Кудрово, деревня Ново-Сергиевка, деревня Посёлок Новый, сельхозартель «Рейденский хутор» и посёлок Труд (Понедельникова).
В 1934 году в деревне был создан колхоз «Ново-Сергиевка», ликвидированный 2 апреля 1950 года, в результате объединения нескольких хозяйств в колхоз «Коммунар».

НОВО-СЕРГИЕВКА — деревня Яблоновского сельсовета, 216 чел. (1939 год)

План деревни Новосергиевка. 1939 год

Согласно топографической карте 1939 года, деревня насчитывала 36 дворов, в деревне находилась часовня.
В 1940 году деревня насчитывала 30 дворов.
В 1958 году население деревни составляло 199 человек.
По данным 1966, 1973 и 1990 годов деревня Новосергиевка входила в состав Заневского сельсовета.
В 1997 году в деревне проживали 266 человек, в 2002 году — 79 человек (русских — 89%), в 2007 году — 123.

## География
Расположена в юго-западной части района на автодороге 41К-068 (Старая — Кудрово).
Расстояние до административного центра поселения 5,5 км.
Расстояние до ближайшей железнодорожной станции Нева — 8 км.
Деревня находится в верховье реки Оккервиль на её правом берегу.

## Демография
| 2007 | 2010 | 2017 |
| ---- | ---- | ---- |
| 123  | ↗270 | ↗288 |

Национальный состав
По данным Всероссийской переписи населения 2021 года в деревне проживали 189 человек, из них русские — 176, казахи — 1, другие национальности — 5, остальные национальность не указали.

## Памятник
У Новосергиевки над могилой танкиста стоит стела с красной звездой на вершине. На ней надпись: «Майор-танкист. Погиб осенью 1941 года. Вечная слава павшим за Родину!».

## Улицы
Героев Танкистов, Заречная, Молодёжная, Проезд к промзоне Новосергиевская.